# Tambora mexicana

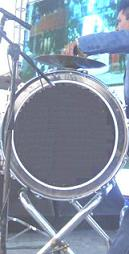
Tambora de banda de vientos mexicana

La tambora es un instrumento de percusión membranófono utilizado en México. Existen dos tipos de tambora usada en música mexicana, la tradicional, que no lleva platillo y es usada en los conjuntos tamborileros del norte, violín y tambora y jaraberos, y la tambora usada en bandas de viento de México, utilizada especialmente en bandas sinaloenses, tamborazos zacatecanos y grupos duranguenses. Posee un platillo instalado sobre el marco que se choca con otro platillo y un soporte para la tambora. Se percute con un mazo afelpado.